# ShadPS4
ShadPS4 est un logiciel libre et open source émulateur pour la PlayStation 4. Il est compatible avec Windows, Linux et macOS. À l’heure actuelle, shadPS4 peut uniquement émuler certains jeux avec des niveaux de compatibilité variables.

## Développement
Le développement de shadPS4 a été initié en octobre 2022. L'équipe à l'origine du projet avait auparavant contribué aux émulateurs PCSX (PlayStation 1) et PCSX2 (PlayStation 2), sous le pseudonyme "shadow". À cette époque, l’émulation de la PS4 était encore peu avancée, la plupart des émulateurs existants ne pouvant exécuter que des jeux en 2D de manière fiable.
Le 2 juillet 2024, la version 0.1.0 de shadPS4 a été publiée, permettant de lancer des titres comme Sonic Mania, One Piece: Unlimited World Red, Resident Evil: Origins Collection ou encore Persona 5. Une des principales avancées techniques fut l’intégration d’un recompilateur dynamique (en) de shaders.
À la fin juillet, l’émulateur parvenait à faire fonctionner Red Dead Redemption à 25 images par seconde, ainsi que Dark Souls. En décembre 2024, la version 0.4.1 introduisait une compatibilité étendue avec de nombreux jeux développés sous Unity, ouvrant l’accès à des centaines de titres. Le 25 décembre, la version 0.5.0 apporte de nombreuses améliorations de stabilité et de performance.

### Bloodborne
L’un des objectifs majeurs de la communauté était de rendre Bloodborne jouable sur PC, le jeu n’ayant jamais été porté officiellement. Dès juillet 2024, il était possible de lancer le jeu et d’accéder au menu de création de personnage, malgré d'importants bugs graphiques.
En août, une version en cours de développement parvient à exécuter à la fois la version alpha et commerciale sans crash, avec des performances dépassant parfois les 60 IPS. Certaines textures restaient toutefois défectueuses, nécessitant des modifications spécifiques.
En janvier 2025, plusieurs sources considèrent le jeu comme « très jouable », notamment grâce à l’utilisation de mods corrigeant les bugs graphiques restants.

## Compatibilité
En février 2025, la base de données de shadPS4 recensait environ 350 jeux comme « fonctionnels en jeu » et 321 comme pleinement « jouables ».